# Mellicta subhelvetica
Mellicta subhelvetica är en fjärilsart som beskrevs av Ruggero Verity 1935. Mellicta subhelvetica ingår i släktet Mellicta och familjen praktfjärilar. Inga underarter finns listade i Catalogue of Life.